# Lamotte-Beuvron

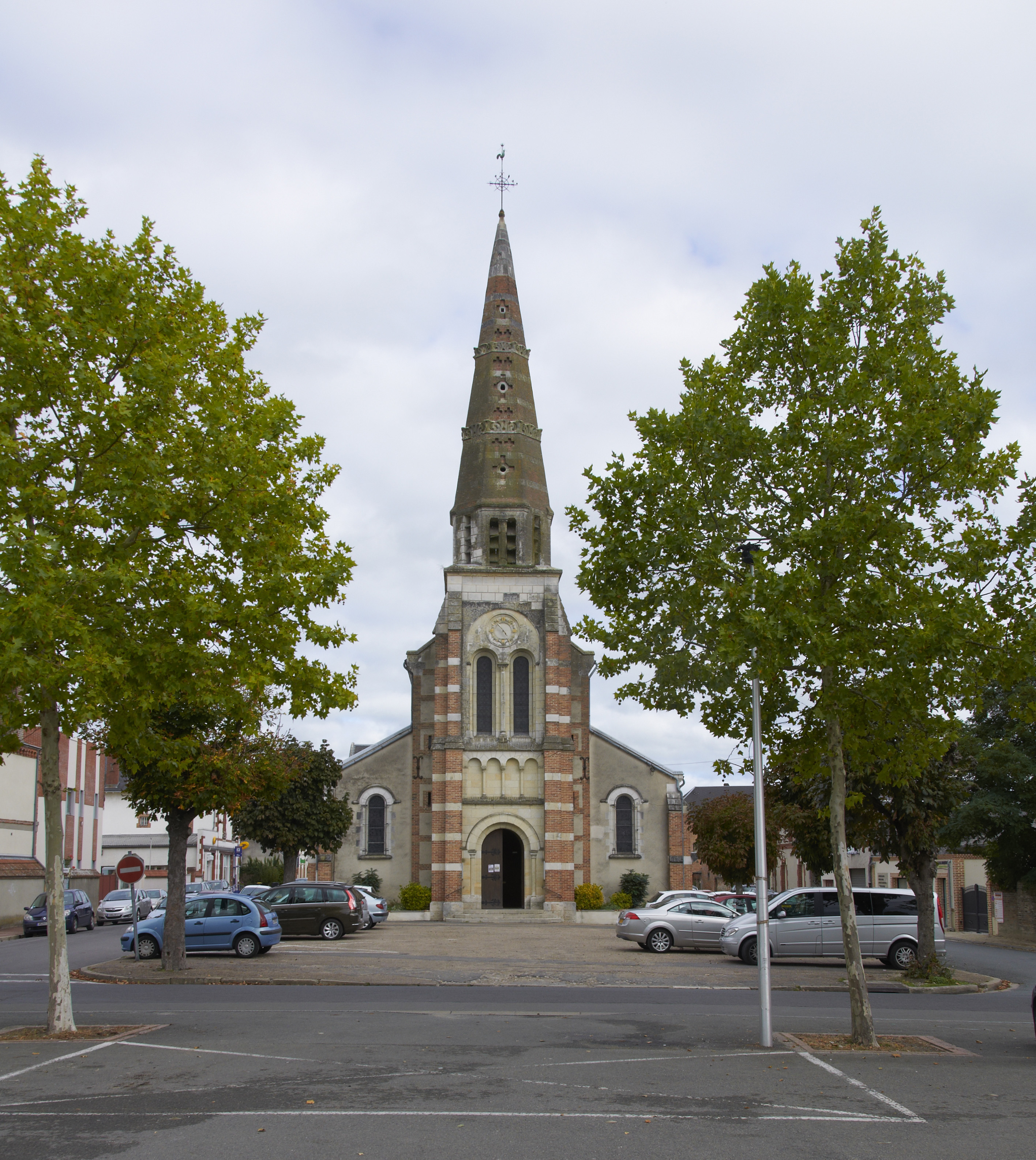
Kerk in Lamotte-Beuvron

Lamotte-Beuvron is een gemeente in het Franse departement Loir-et-Cher (regio Centre-Val de Loire). De plaats maakt deel uit van het arrondissement Romorantin-Lanthenay. De gemeente ligt in de landstreek Sologne. Lamotte-Beuvron telde op 1 januari 2022 4.519 inwoners.

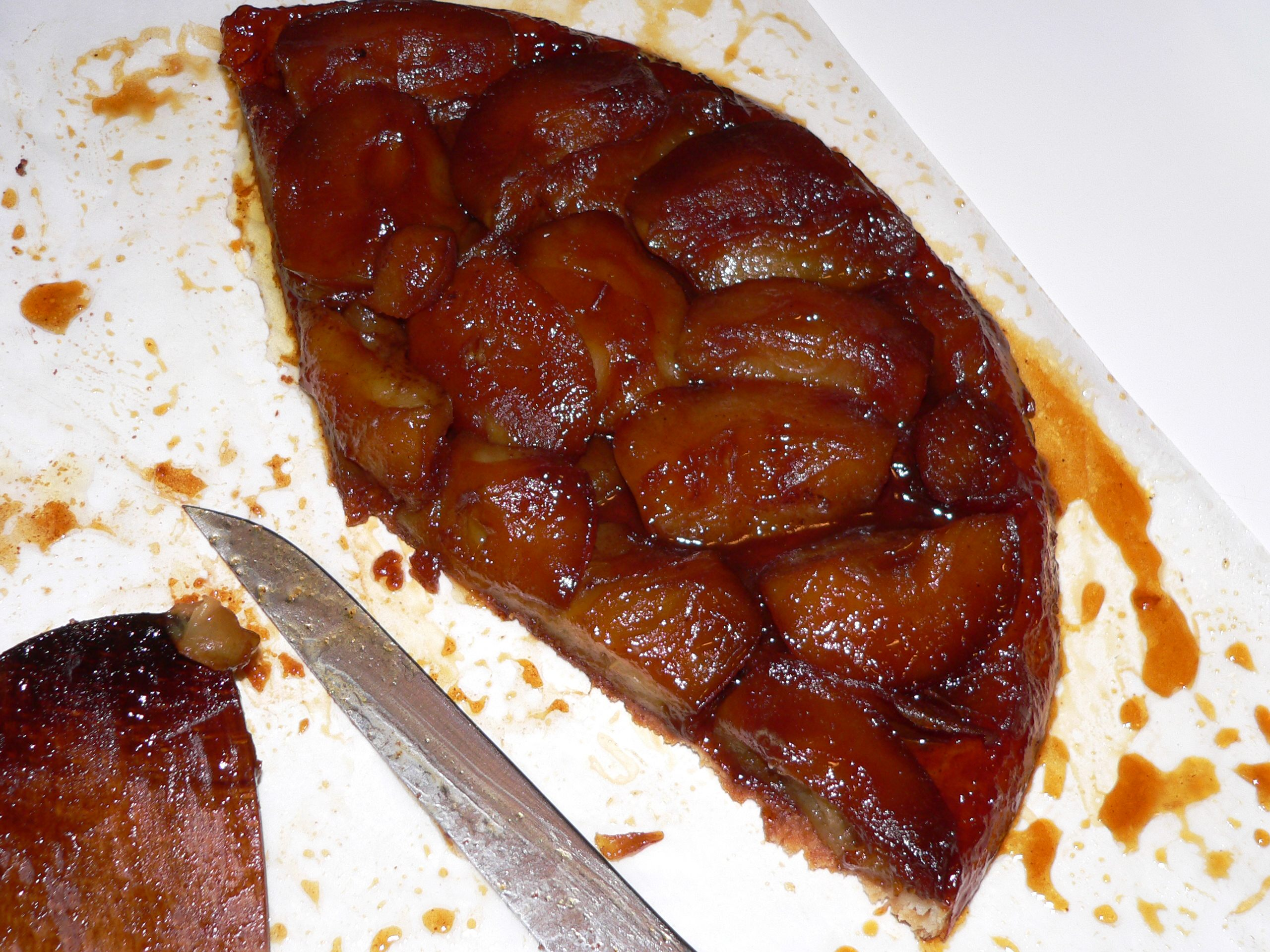
Tarte tatin met gecarameliseerde appels

Er staat een grote 19e-eeuwse kerk (1859), de Sainte-Anne genaamd. Deze kerk en het gemeentehuis (1860-1862) werden deels bekostigd door Napoleon III. Die kocht het kasteel van Lamotte-Beuvron en liet het verbouwen.

## Gastronomie
In het dorp werd in het jaar 1889 bij ongeluk een beroemd gebleven nagerecht gecreëerd, de tarte tatin, een omgekeerde appeltaart bedekt met karamel.

## Verkeer en vervoer
In de gemeente ligt spoorwegstation Lamotte-Beuvron.

## Geografie
De oppervlakte van Lamotte-Beuvron bedroeg op 1 januari 2022 23,34 vierkante kilometer; de bevolkingsdichtheid was toen 193,6 inwoners per km². Het 50 km lange Canal de la Sauldre eindigt in Lamotte-Beuvron. Dit was aanvankelijk een irrigatiekanaal dat geschikt werd gemaakt voor scheepvaart. Het werd gesloten voor scheepvaart in 1926.
De onderstaande kaart toont de ligging van Lamotte-Beuvron met de belangrijkste infrastructuur en aangrenzende gemeenten.

## Demografie
Onderstaande figuur toont het verloop van het inwonertal (bron: INSEE-tellingen).